# Budislavićev pravovjerni zavod
Budislavićev pravovjerni zavod (lat. Collegium Orthodoxum Budislavum) je bio crkveni zavod za odgoj klerika, đaka Trebinjsko-mrkanske biskupije u Dubrovniku.

## Povijest
Osnovnu glavnicu za Zavod oporukom od oporukom od 1. siječnja 1606. u Dubrovniku je ostavio tadašnji liječnik Toma Budislavić Natalis, koji je nakon nepunih pola godine postao trebinjski biskup. Početnu glavnicu od 7.470 srebrnih dukata stekao je od liječenja kraljeva i sultana. Budislavić je namijenio novac za odgoj sjemeništaraca Trebinjsko-mrkanske biskupije i za gradnju zavoda u Dubrovniku. Novac je položio u talijanskim bankama (Napulj, Ankona, Rim).
Budislavić je obvezao Bratovštinu sv. Roka da bude izvršiteljica oporuke. U dodatcima oporuke, vidjevši da ne dobiva kamate na glavnicu u napuljskoj banci, ovlastio je 1607. Svetu Stolicu raspolagati njegovim dobrima i dok je živ i poslije njegove smrti. Također je odredio u oporuci da u budućem Zavodu zauvijek rektori budu samo njegovi nasljednici u spomenutoj biskupiji. Premda su stoljeća prošla dok je Trebinjska biskupija došla do te ostavštine, i što je mali dio dobila tek 1990. (33 tisuće maraka), zavod je otvoren.
Zavod je otvoren 29 godina poslije Budislavićeve smrti, 1637. godine. Sjemenište je imalo 6 sjemeništaraca s učiteljem i rektorom. Prvih godina nije bilo sređeno zbog nesuglasica između bratovštine sv. Roka, trebinjskog biskupa i dubrovačkog nadbiskupa, prema izjavi dubrovačkog nadbiskupa iz 1640. godine. Situacija se nije mnogo popravila ni poslije, jer biskup fra Antun Primović, 17. ožujka 1676. izvijestio je Propagandu da je sjemenište još u njegovo doba "nauzgor", a pitomce sjemeništa i rezultate njihova školovanja opisao je niskim ocjenama.

## Vanjske poveznice
- Illyrici Sacri Tomus Sextus Ecclesia Ragusina cum Suffrageneis, str. 309, Google Knjige